# Dick van den Toorn
 Dick van den Toorn, né le  13 mai 1960 à Haarlem, est un acteur et réalisateur néerlandais.

## Carrière
Il est le fils de l'acteur André van den Heuvel et l'actrice Kitty Janssen.

## Filmographie

### Partielles
- 1991 : Intensive Care de Dorna van Rouveroy : Ted[3]
- 2010 : Happily Ever After de Pieter Kramer[4]
- 2010 : The Aviatrix of Kazbek de Ineke Smits[5]
- 2011 : The Strongest Man in Holland de Mark de Cloe : Lodewijk[6]
- 2012 : Plan C de Max Porcelijn : Agent Henk[7]
- 2013 : Soof de Antoinette Beumer : Gerrit[8]
- 2015 : Jack's Wish de Anne de Clercq : Oom Eimbert[9]

### Réalisateur
- 2016 : Micha Wertheim: Voor zichzelf : co-réalisé avec Norbert ter Hall[10]